# Ayayi Folly
Ayayi Charles Folly (ur. 29 grudnia 1990) – iworyjski piłkarz grający na pozycji bramkarza. Od 2022 jest zawodnikiem klubu ASEC Mimosas.

## Kariera klubowa
Swoją piłkarską karierę Folly rozpoczął w klubie SC Gagnoa. W sezonie 2015/2016 zadebiutował w jego barwach w pierwszej lidze iworyjskiej. W sezonie 2017/2018 wywalczył z nim wicemistrzostwo kraju. W latach 2019–2022 występował w RC Abidjan. W sezonie 2019/2020 został z nim mistrzem kraju. W 2022 roku przeszedł do ASEC Mimosas. W sezonie 2022/2023 sięgnął z nim po dublet - mistrzostwo i Puchar Wybrzeża Kości Słoniowej.

## Kariera reprezentacyjna
W reprezentacji Wybrzeża Kości Słoniowej Folly zadebiutował 27 sierpnia 2022 w zremisowanym 0:0 meczu Mistrzostw Narodów Afryki 2022 z Burkiną Faso, rozegranym w Jamusukro. W 2024 roku powołano go do kadry na Puchar Narodów Afryki 2023. Nie rozergał w nim żadnego meczu. Z Wybrzeżem Kości Słoniowej wygrał ten turniej.